# دروس في الكيمياء
دروس في الكيمياء (بالإنجليزية: Lessons in Chemistry) هو مسلسل تلفزيوني درامي أمريكي من تأليف لي أيزنبرغ استنادًا إلى رواية تحمل نفس الاسم للكاتبة بوني جارموس. ومن المقرر أن يتم عرضه لأول مرة في 13 أكتوبر 2023 على أبل تي في + مع أول حلقتين.

## طاقم التمثيل
- بري لارسون في دور إليزابيث زوت
- لويس بولمان في دور كالفين إيفانز
- أجا نعومي كنج في دور هارييت سلون
- ستيفاني كونيغ في دور فران فراسك
- باتريك ووكر في دور واكيلي
- توماس مان في دور بوريويتز
- كيفن سوسمان في دور والتر
- بو بريدجز في دور ويلسون
- أشلي مونيك كلارك في دور مارثا واكيلي
- ديريك سيسيل في دور الدكتور روبرت دوناتي